# Forever Underground
Forever Underground è il terzo album in studio del gruppo musicale death metal statunitense Vital Remains, pubblicato dall'etichetta discografica Osmose Productions nel 1997.

## Il disco
Il disco si compone di canzoni dal minutaggio piuttosto elevato, ad eccezione del brano strumentale Farewell to the Messiah. Le composizioni adottano uno stile death metal dai ritmi non molto elevati, e caratterizzato da variegati passaggi strumentali e da cambi di tempo.
La musica assume dunque varie connotazioni, che si denotano con la presenza di strutture diversificate, di alcuni inserti tastieristici e di assoli di chitarra, questi ultimi eseguiti dal batterista Dave Suzuki.

## Tracce
Testi di Lewis, musiche di Lazaro Suzuki eccetto dove diversamente indicato.
1. Forever Underground – 9:16
2. Battle Ground – 6:49
3. I Am God – 9:37
4. Farewell to the Messiah – 1:30 (musica: Lazaro) – (strumentale)
5. Eastern Journey – 7:13
6. Divine in Fire – 8:12

## Formazione
- Joseph Lewis – voce
- Tony Lazaro  – chitarra, basso
- Dave Suzuki – batteria, chitarra (assoli)

### Produzione
- Vital Remains – produzione
- Rudy D'Agostino – produzione, ingegneria del suono, missaggio
- Tony Lazaro – concept art